# Gomphia barberi
Gomphia barberi är en tvåhjärtbladig växtart som beskrevs av Manickam och Murugan. Gomphia barberi ingår i släktet Gomphia och familjen Ochnaceae. Inga underarter finns listade i Catalogue of Life.